# Hermann Deiters

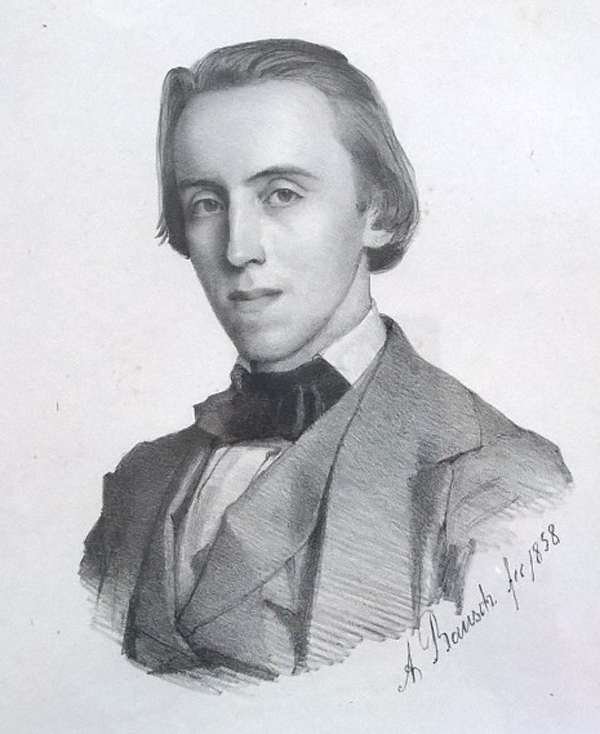
Hermann Deiters, gezeichnet von seinem Onkel August Bausch, 1858

Hermann Deiters (* 27. Juni 1833 in Bonn; † 11. Mai 1907 in Koblenz) war ein deutscher Musikwissenschaftler und Gymnasiallehrer.

## Leben und Wirken
Hermann Clemens Otto Deiters war der Sohn des Bonner Rechtswissenschaftlers und Politikers Peter Franz Ignaz Deiters. Sein Vater gehörte wie alle seine Geschwister der katholischen Kirche an, während seine Mutter Emilie geb. Bausch evangelisch war. Deiters besuchte ab 1842 gemeinsam mit seinem jüngeren Bruder Otto das Bonner Gymnasium, das damals von Ludwig Schopen geleitet wurde. Nach der Reifeprüfung am 25. Juli 1850 studierte er an der Universität Bonn zunächst Klassische Philologie und Geschichte, wechselte aber nach einem Semester zur Rechtswissenschaft und schloss das Studium mit der Promotion zum Dr. jur. am 14. August 1854 ab. Während seines Studiums wurde er 1853 Mitglied der Bonner Burschenschaft Frankonia. Seine erste Stelle (im Winter 1854/55 als Auskultator beim Berliner Stadtgericht) stellte ihn nicht zufrieden, weshalb er nach Bonn zurückkehrte und das Studium der Philologie erneut aufnahm. Er hörte Vorlesungen bei Brandis, Heinrich Brunn, Franz Ritter und Ludwig Schopen, am meisten beeinflussten ihn allerdings die Leiter des philologischen Seminars Friedrich Gottlieb Welcker, Friedrich Ritschl und Otto Jahn, dem Deiters drei Semester lang als Mitglied angehörte. Seiner Neigung und vielseitigen Begabung gemäß schloss er sich vor allem an Jahn an, der weite Bereiche der Altertumswissenschaft vertrat und auch als Musiker und Musikwissenschaftler bekannt war. Deiters wurde am 28. Juli 1858 mit einer Dissertation über Hesiods Aspis zum Dr. phil. promoviert. Am 6. November 1858 bestand er das Staatsexamen für das Lehramt an höheren Schulen und begann sein Probejahr am Bonner Gymnasium, wo er anschließend als Hilfslehrer, ab dem 1. Juli 1862 als ordentlicher Lehrer unterrichtete.
In die Zeit als Lehrer in Bonn fiel auch ein Ereignis, das die ganze akademische Welt in Deutschland beschäftigte: der Bonner Philologenstreit zwischen Otto Jahn und Friedrich Ritschl. Der Konflikt hatte sich lange angebahnt, eskalierte 1865 und endete mit dem Weggang Ritschls nach Leipzig. Im Zuge dieser Ereignisse veröffentlichte Wilhelm Brambach ein Pamphlet, in dem er das „Ende der Bonner Philologenschule“ verkündete und namentlich für Ritschl Partei ergriff. Deiters reagierte darauf, indem er eine anonyme Gegendarstellung veröffentlichte, in der er Jahns Bedeutung für die Lehrerbildung hervorhob und Brambachs Polemik verurteilte. Brambach reagierte mit einem weiteren Pamphlet, das Deiters mit einem Artikel in der Bonner Zeitung beantwortete, in dem er sich auch öffentlich als Verfasser seiner Streitschrift bekannte. Damit blieb der Konflikt ungelöst stehen. Die weitere Entwicklung des philologischen Studiums in Bonn erwies Deiters’ Position als zutreffend: Statt des „Endes der Bonner Philologenschule“ trat eine Zäsur ein, unter den Nachfolgern Jahns und Ritschls, Franz Bücheler und Hermann Usener, blieb Bonn ein Zentrum des Philologiestudiums in Deutschland.
Deiters’ Laufbahn ging indessen weiter. Zum 1. Januar 1869 wechselte er als Oberlehrer an das Gymnasium in Düren. Im Januar 1874 verließ er das Rheinland und ging als Leiter des Königlichen Gymnasiums in Konitz nach Westpreußen. Zum 1. Januar 1879 (mit Wirkung zum 1. Oktober 1878) wechselte er an das Mariengymnasium in Posen. Als Schulleiter bemühte sich Deiters um die materielle und personelle Ausstattung seiner Schule: Er legte fachliche, methodisch-didaktische und pädagogische Grundsätze fest, wie er sie aus Bonn gewöhnt war und richtete Schülerbibliotheken und Lehrmittelsammlungen ein. Schließlich kehrte er nach Bonn zurück, wo er zum 1. Oktober 1883 zum Leiter des Königlichen Gymnasiums ernannt wurde.
Als bewährter Praktiker wurde Deiters am 15. Juni 1885 als Provinzialschulrat nach Koblenz berufen und war so für die Lehrerbildung und Schulausstattung der Rheinprovinz verantwortlich. In dieser Eigenschaft wirkte er auch im Winter 1891/92 als Hilfsarbeiter des preußischen Unterrichtsministeriums an der Gestaltung der neuen Lehrpläne mit. Deiters versah sein Amt mit großem Einsatz und beträchtlichem Erfolg und wurde mehrfach ausgezeichnet: 1891 wurde er zum Geheimen Regierungsrat ernannt, später erhielt er den Kronenorden und den Roten Adlerorden II. Klasse. Aus gesundheitlichen Gründen trat Deiters am 1. Oktober 1903 in den Ruhestand und zog nach Koblenz. Er starb am 11. Mai 1907 im Alter von 73 Jahren. Sein Grab befindet sich auf dem Alten Friedhof in Bonn.
Deiters war in erster Ehe mit Agnes Burkart († 1884), Tochter des Bergrats Joseph Burkart, verheiratet, ab 1886 in zweiter Ehe mit Sibylla Heimsoeth, der Tochter des Philologen und Musikwissenschaftlers Friedrich Heimsoeth. Den beiden Ehen entstammten sieben Kinder.

## Wissenschaftliches Werk
Neben seiner Tätigkeit im preußischen Schuldienst beschäftigte sich Deiters mit wissenschaftlicher Arbeit. Seine frühen Arbeiten behandelten Themen der griechischen Mythologie, besonders den Kult der Musen. Der besondere Forschungsschwerpunkt wurde aber die Musik selbst, mit der Deiters sich schon seit seiner Kindheit beschäftigte. Den Plan, Komponist oder Pianist zu werden, gab er schon vor dem Studium auf, aber die Geschichte, Entwicklung und Praxis der Musik beschäftigte ihn sein Leben lang.
So schrieb Deiters zu Beginn seiner Laufbahn Musikkritiken und Berichte für verschiedene Zeitungen und Zeitschriften, darunter die Allgemeine musikalische Zeitung. Er verehrte Mozart, Beethoven und Schumann, von den zeitgenössischen Komponisten vor allem Johannes Brahms, mit dem seit den 60er Jahren eng befreundet war. Dagegen lehnte er Wagner und seine wuchtigen Neuerungen der musikalischen Praxis rigoros ab.
Um die Musikgeschichte machte sich Deiters vor allem als Herausgeber verdient: Nach dem Tod seines Lehrers Otto Jahn überarbeitete er dessen Mozart-Biografie, die 1889 in dritter und 1905 in vierter Auflage erschien. Daneben korrespondierte er mit dem US-amerikanischen Forscher Alexander Wheelock Thayer, der an einer großen Beethoven-Biografie arbeitete. Deiters übersetzte das Werk ins Deutsche und begleitete das Erscheinen der ersten drei Bände (1866, 1872, 1879). Die deutsche Ausgabe dieser Biografie war umso bedeutender, als das englische Original wegen Schwierigkeiten mit den dortigen Verlegern nicht erschienen ist. Nach Thayers Tod (1897) beauftragten seine Erben Deiters mit der Herausgabe des restlichen Werkes. Deiters plante zunächst einen weiteren Schlussband und eine Überarbeitung der ersten drei Bände, von denen Band 1 1901 erschien; Band 2 und 3 gab Hugo Riemann heraus. Der Schlussband erwies sich bald als zu umfangreich und wurde in zwei Bände zerlegt, die bei Deiters Tod druckfertig vorlagen und 1907/1908 erschienen.
Auch zur antiken Musiktheorie veröffentlichte Deiters mehrere Studien. Er untersuchte dazu die Schriften von Aristides Quintilianus (1. Jahrhundert) und Martianus Capella (5. Jahrhundert), in denen er die stoische, pythagoreische und neuplatonische Musiktheorie aufarbeitete. Die antiken Musiker waren damals nur in der antiquierten Sammelausgabe von Marcus Meibom (1652) verfügbar, die den Anforderungen der Textkritik nicht gerecht wurde. Deiters plante gemeinsam mit Karl von Jan und Paul Marquard eine neue Ausgabe der griechischen Musiker und übernahm selbst die Schrift des Aristides Quintilianus. Das Unternehmen kam über die Anfänge nicht hinaus, da Deiters nach seiner Versetzung als Direktor nach Westpreußen nur langsam vorankam. Es wurde schließlich ganz ausgesetzt, nachdem Albert Jahn 1882 eine eigene, jedoch übereilte und unzureichende Edition herausgegeben hatte. Deiters stellte seine Aristides-Ausgabe in den nächsten Jahren fertig, brachte sie jedoch nicht zum Druck. Das abgeschlossene Manuskript kam auch nach seinem Tod nicht heraus.

## Schriften (Auswahl)
- De mancipationis indole et ambitu. 1854 (Juristische Dissertation)
- De Hesiodia scuti Herculis descriptione. 1858 (Philologische Dissertation)
- De Hesiodi theogoniae prooemio. 1863 (Programm des Königlichen Gymnasiums zu Bonn)
- Das philologische Studium in Bonn. Von einem rheinischen Schulmanne. Köln 1865
- Über die Verehrung der Musen bei den Griechen. Bonn 1868
- De Aristidis Quintiliani doctrinae harmonicae fontibus. Particula prima. Düren 1870 (Programm des Gymnasiums in Düren)
- Die Handschriften und alten Drucke der hiesigen Gymnasialbibliothek. Konitz 1875 (Programm des Gymnasiums in Konitz)
- Über das Verhältnis des Martianus Capella zu Aristides Quintilianus. Posen 1881 (Programm des Mariengymnasiums in Posen)
- Johannes Brahms, in Sammlung Musikalischer Vorträge (XXIII-XXIV). Breitkopf & Härtel, Leipzig, 1880
- Die Briefe Beethoven’s an Bettina von Arnim. Leipzig 1882
- Johannes Brahms, a Biographical Sketch (first edited in english). Hrsg. J.A. Füller-Maitland (T.F. Unwin, London 1888).

Herausgeberschaft
- A. W. Thayer: Ludwig van Beethoven’s Leben. Band 1, zweite Auflage, Leipzig 1901. Band 4, Leipzig 1907. Band 5, Leipzig 1908
- Otto Jahn: Mozart. Zwei Bände, dritte Auflage, 1889; vierte Auflage, 1905